# Eulebrunnen (Bielawa)

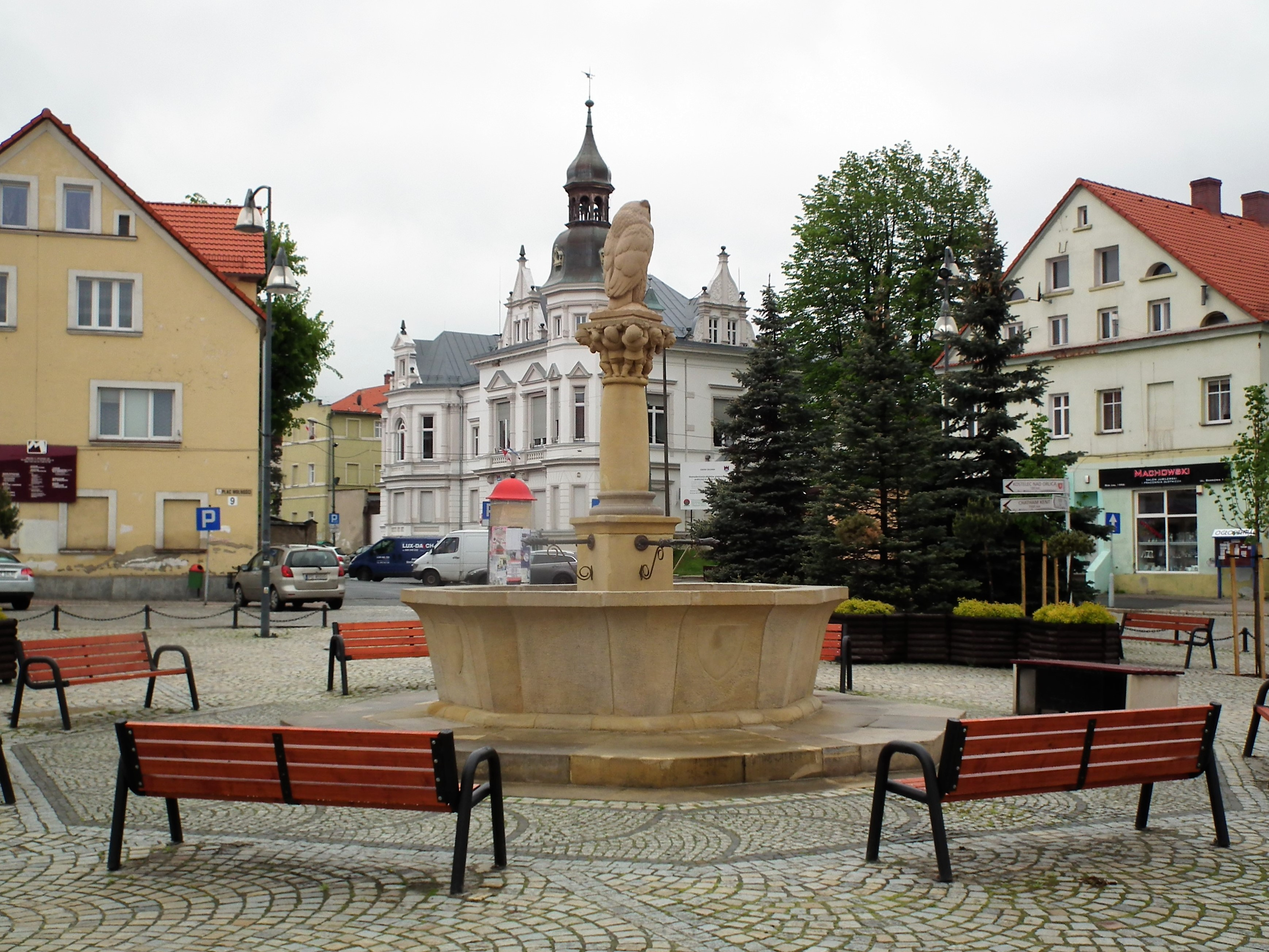
Der Eulebrunnen

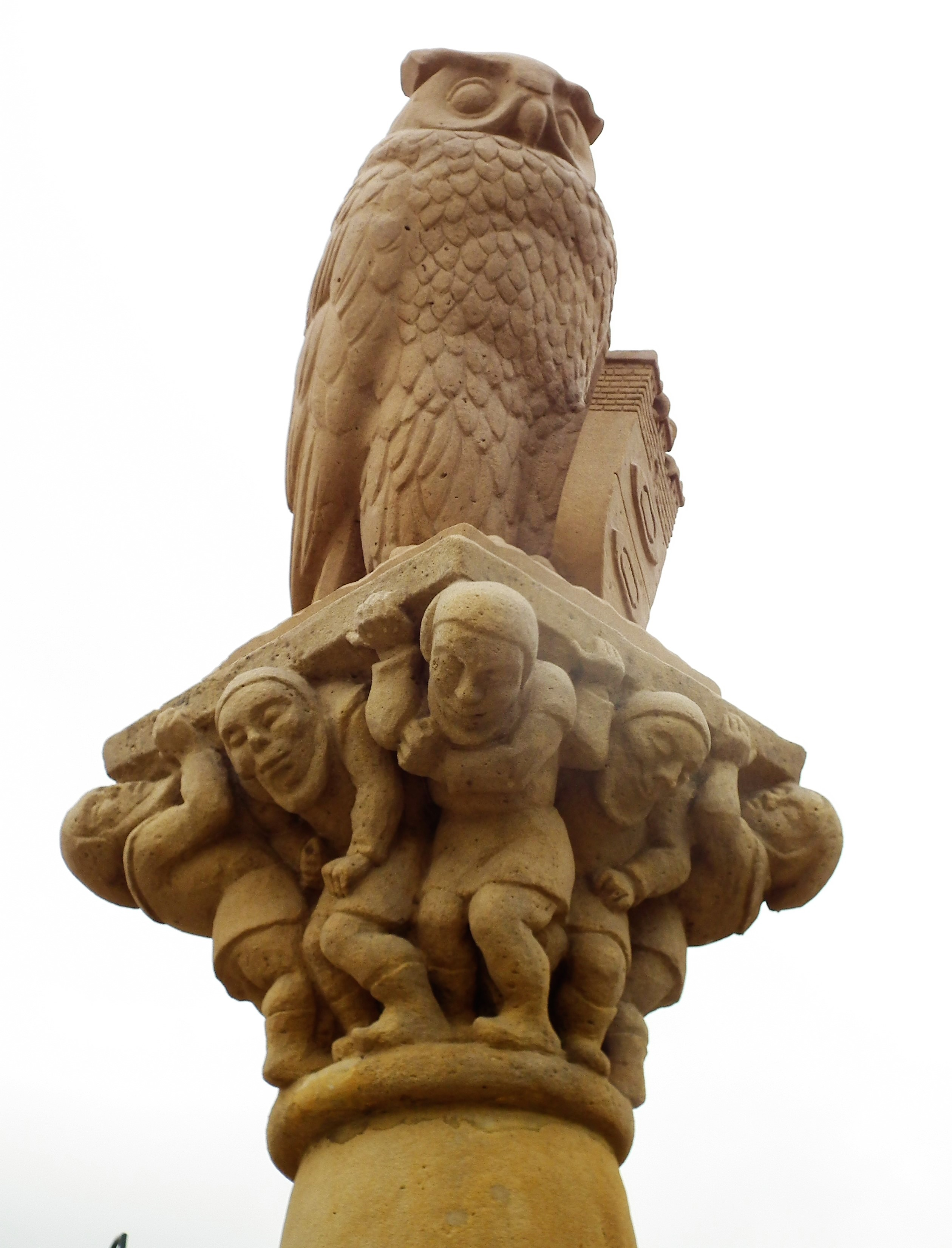
Nahaufnahme der Eule

Der Eulebrunnen in der niederschlesischen Stadt Bielawa (Langenbielau) ist ein Wahrzeichen der Stadt. Er befindet sich auf dem Plac Wolności und wurde wahrscheinlich in den 1930er Jahren aufgestellt.

## Geschichte und Beschreibung
Der Brunnen wurde um 1934 aufgestellt. In einem achteckigen Wasserbecken aus Stein auf einem achteckigen Fundament befindet sich eine fünf Meter hohe Säule. Aus dieser ragen vier Wasserspeier aus Kupfer. An ihrem Abschluss befinden sich acht Zwergskulpturen, die eine Eulenskulptur tragen. Unter den Krallen hält die Eule das Wappen der Stadt Bielawa. Sie ist eventuell eine Anspielung auf das Eulengebirge, in dem sich die Stadt befindet. Der Brunnen wurde durch den Bildhauer Fiedler in der Steinmetzwerkstatt Karl Teich in Ober-Peilau aus Sandstein geschaffen. Am Rand des Beckens befanden sich ursprünglich Wappenschilder mit nationalsozialistischen Symbolen, welche 1945 verdeckt oder entfernt wurden. Der Brunnen wurde 2004 und 2018 restauriert.